# Zéro barré
Pour les articles homonymes, voir O barré.

Un zéro barré, un zéro pointé et un zéro ordinaire.

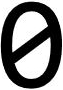
Zéro barré habituel.

Le zéro barré ou le zéro pointé sont des conventions typographiques utilisées pour différencier le chiffre 0 qu'il représente de la lettre O, dont l'apparence est proche. Ce zéro représenté 0̸ est donc marqué d'une barre diagonale ou d'un point.

## Origine
L'utilisation du zéro barré précède de loin l'ère informatique, puisque des textes des XIIe et XIIIe siècles l'utilisaient déjà.
Les premiers modèles d'ordinateur et de terminaux étaient dotés d'affichage et de polices de caractères matricielles de faible résolution, de sorte qu'il était difficile de distinguer la lettre O (plutôt ronde) du chiffre zéro classique 0 (plutôt ellipsoïdal). La convention de doter le zéro d'une barre oblique est donc apparue pour distinguer les deux sans ambigüité.
On peut obtenir ce caractère avec certaines polices de caractères contemporaines à chasse fixe qui simulent un affichage de terminal texte, comme Monaco (Apple) ou Consolas (Microsoft).

## Utilisation
L'utilisation du zéro barré est devenue plus rare avec d'une part l'apparition des polices vectorielles et d'autre part l'augmentation de la définition des écrans, qui permettent généralement de distinguer le O rond du 0.
Cependant, de nombreux programmeurs préfèrent un zéro barré, plus lisible. En effet, la confusion entre la lettre O et le chiffre 0 est source de bugs difficiles à détecter, réduit la lisibilité des codes sources de programmes et cause des erreurs fréquentes dans les identifiants.
Le zéro barré est utilisé en radioamateurisme et sur les plaques d'immatriculation néo-zélandaises.

## Symboles similaires
Le zéro barré peut être confondu avec plusieurs symboles :
- il pose un problème en danois, féroïen et norvégien car il se confond avec la lettre Ø de l'alphabet, prononcée [œ] ;

À noter toutefois que pour le caractère scandinave ø la barre dépasse de l'ellipse, ce qui n'est pas le cas du zéro.
- il ressemble, dans certaines polices, à la lettre grecque Phi (Φ) ;
- il se confond avec le symbole "∅" (U+2205) qui est utilisé en mathématiques pour dénoter un ensemble vide ;
- il se confond avec le symbole "⌀" (U+2300) qui est utilisé pour dénoter le diamètre.

## Variations

### Zéro pointé
Un zéro avec un point au centre, c'est la forme la plus utilisée aujourd'hui — mais là encore, il ressemble fortement à la lettre grecque thêta ‹ Θ › ou à la lettre latine clic bilabial ‹ ʘ ›. On trouve notamment ce caractère avec la police de caractères Andale Mono.

### Barre renversée
Certains systèmes utilisent une barre diagonale dans l'autre sens.

### Barre horizontale
Certains systèmes utilisent une barre horizontale, le caractère résultant se confondant avec le chiffre huit ‹ 8 ›, la lettre grecque thêta ‹ θ ›, la lettre cyrillique fita ‹ Ѳ › ou la lettre latine o barré ‹ Ɵ ›.